# Oniniwa Tsunamoto
Oniniwa Tsunamoto (鬼庭 綱元?; 1549 – 13 luglio 1640) è stato un samurai giapponese della fine del periodo Sengoku e l'inizio del periodo Edo.
Era figlio di Oniniwa Yoshinao. Sua sorellastra, Katakura Kita, era sorellastra anche di Katakura Kagetsuna. Tsunamoto servì il clan Date, ed alla fine dei suoi giorni era il più vecchio servitore di Date Masamune ancora in vita. Tsunamoto succedette alla guida della sua famiglia dopo la morte del padre, avvenuta nella battaglia di Hitodoribashi, nel 1585. 
Uomo di profonda fiducia da parte di Masamune, divenne servitore anziano alla giovane età di 35 anni. Insieme a Katakura Kagetsuna e Date Shigezane, Tsunamoto era conosciuto come uno dei "Tre grandi uomini del clan Date". Dopo la campagna Bunroku, assunse il nome di Moniwa su ordine di Toyotomi Hideyoshi; il suo nome completo divenne Moniwa Nobumoto (茂庭 延元?).